# Broelemannia rufolineata
Broelemannia rufolineata är en mångfotingart som beskrevs av Karl Wilhelm Verhoeff 1923. Broelemannia rufolineata ingår i släktet Broelemannia och familjen Schizopetalidae. Inga underarter finns listade i Catalogue of Life.